# Gebeachan
Gebeachan, également appelé Gébennach ou Gebechán, est un roi des Îles du Xe siècle. Ce personnage mal connu, apparemment subordonné au roi de Dublin Olaf Gothfrithson, est tué lors de la bataille de Brunanburh, en 937.

## Biographie
La bataille de Brunanburh, livrée en 937, oppose le roi des Anglais Æthelstan à une coalition réunissant le roi de Dublin Olaf Gothfrithson, le roi d'Alba Constantin II et le roi de Strathclyde Owain ap Dyfnwal, entre autres,,,. Un poème vieil-anglais figurant dans la Chronique anglo-saxonne rapporte non seulement que les adversaires d'Æthelstan sont vaincus, mais également qu'ils subissent de lourdes pertes, mentionnant la mort de cinq rois, sept comtes et d'autres victimes « innombrables » dans leurs rangs,,.
La participation et la mort de Gebeachan à Brunanburh n'est attestée que par une seule source : les Annales de Clonmacnoise, une chronique irlandaise qui ne subsiste que dans une traduction anglaise réalisée au XVIIe siècle par Conall Mac Eochagáin (en),,,,,. Ce dernier ne se contente pas de traduire le texte original, mais ajoute ses propres commentaires. Le texte original des Annales étant perdu, il est impossible de distinguer les ajouts de Mac Eochagáin du reste de la chronique,. Gebeachan y est décrit comme « roi des Îles », apparemment une traduction du gaélique rí Innse Gall, un titre qui n'est autrement pas attesté avant 989.
Le nom Gebeachan qui figure dans les Annales de Clonmacnoise pourrait être une adaptation du gaélique Gebechán, Giblechán, ou Gébennach,. Ces deux dernières formes sont attestées dans les Annales d'Ulster, sous les années 890 et 973. Il pourrait s'agir d'un dérivé du substantif gebech, qui désigne une sorte d'artisan, ou bien d'un surnom faisant allusion à des fers ou des chaînes. Quelle que soit son étymologie, il s'agit clairement d'un nom gaélique,,, ce qui implique que Gebeachan n'est vraisemblablement pas originaire des Orcades, mais plutôt des Hébrides intérieures.
Gebeachan est vraisemblablement subordonné à l'autorité d'Olaf Gothfrithson, qui est décrit comme « roi des Irlandais et des maintes îles » dans le Chronicon ex chronicis, une chronique du XIIe siècle,,,. L'obit de Gebeachan témoignerait alors de l'étendue de l'autorité des Uí Ímair dans les Hébrides au cours des années 930-940. En fait, le titre de « roi des Îles » attribué à Gebeachan suggère qu'il est l'un des cinq reguli dont le Chronicon ex chronicis affirme qu'ils sont morts au service d'Olaf à Brunanburh. Le Chronicon Scotorum, une autre chronique du XIIe siècle, rapporte qu'après la mort d'Olaf, en 941, le roi d'Ailech Muirchertach mac Neill mène un raid sur « les isles d'Alba », apparemment le sud des Hébrides, autrement dit le royaume supposé de Gebeachan,. Les adversaires des Uí Ímair auraient ainsi profité de la disparition d'Olaf pour reprendre l'initiative dans la région.
Les Annales des quatre maîtres rapportent qu'en 941, un chef nommé Áed Albanach est tué avec de nombreux Vikings de Dublin par les forces d'invasion d'Amargein mac Cináeda, haut-roi des Uí Failghe. Ce personnage, qui porte un nom gaélique et une épithète faisant allusion à Alba, pourrait être le successeur de Gebeachan. Cette hypothèse est confirmée par le Caithréim Chellacháin Chaisil (en), un texte pseudo-historique du XIIe siècle, qui mentionne une certaine Mór, fille d'un Áed mac Echach décrit comme roi des Hébrides,.